# Proteuxoa limbosa
Proteuxoa limbosa là một loài bướm đêm trong họ Noctuidae.